# Thần Bảo Trụ
Thần Bảo Trụ (tiếng Trung: 神保住; 1696 – 1759) là một hoàng thân của nhà Thanh trong lịch sử Trung Quốc, người thừa kế 1 trong 12 tước vị Thiết mạo tử vương.

## Cuộc đời
Thần Bảo Trụ sinh vào giờ Dần, ngày 29 tháng 9 (âm lịch) năm Khang Hi thứ 35 (1696), trong gia tộc Ái Tân Giác La. Ông là con trai thứ mười bốn của Giản Tu Thân vương Nhã Bố, mẹ ông là Trắc Phúc tấn Quách thị (郭氏). Ông là em trai cùng cha khác mẹ của Giản Thân vương Nhã Nhĩ Giang A. Năm Khang Hi thứ 55 (1716), tháng 4, ông được phong tước Nhất đẳng Trấn quốc Tướng quân. Năm Ung Chính thứ 4 (1726), tháng 3, anh trai của ông bị đoạt tước, nên ông được thế tập tước vị Giản Thân vương đời thứ 6, tức Trịnh Thân vương đời thứ 7.
Năm Càn Long thứ 13 (1748), tháng 9, Càn Long Đế hạ chiếu trách cứ ông cố tình làm bậy, đến nỗi lưỡng mục thành sảnh, lại ngược đãi con gái của huynh trưởng, vì vậy ông bị cách mất tước vị. Tước vị sẽ do Đức Phái (德沛) – tằng tôn của Bối lặc Phí Dương Vũ (費揚武) – em trai thứ 8 của Trịnh Hiến Thân vương Tế Nhĩ Cáp Lãng thế tập. Năm thứ 24 (1759), ngày 29 tháng 6 (âm lịch), giờ Mẹo, ông qua đời, thọ 64 tuổi.

## Gia quyến

### Thê thiếp
- Nguyên phối: Cáp Bật Tề Khắc thị (哈弼齊克氏), con gái của Khinh xa Đô úy Hoa Sắc (華色).
- Kế thất: Ô Nhã Cổ Tề Khắc thị (烏雅古齊克氏), con gái của Nam Nhã Đồ (男雅圖).
- Thứ thiếp: 
  - Lưu thị (劉氏), con gái của Quản lãnh Lưu Hách Sắc (劉赫色).
  - Kỷ thị (紀氏), con gái của Quản lãnh Kỷ Thường (紀常).
  - Vu thị (于氏), con gái của Quản lãnh Ngũ Thập Thất (五十七).

### Con trai
1. Cách Nhĩ Cổ Lãng (格爾古朗; 1717 – 1719), mẹ là Đích Phúc tấn Cáp Bật Tề Khắc thị. Chết yểu.
2. Đức Quảng (德廣; 1721 – 1726), mẹ là Đích Phúc tấn Cáp Bật Tề Khắc thị. Chết yểu.
3. Đức Hoán (德煥; 1723 – 1743), mẹ là Đích Phúc tấn Cáp Bật Tề Khắc thị. Có một con trai.
4. Ước Thông A (約通阿; 1740 – 1802), mẹ là Thứ thiếp Vu thị. Làm tới chức Hộ quân Tham lĩnh. Có bảy con trai.